# ريم قاسم
ريم قاسم (1 أكتوبر 1995) هي سباحة مصرية ولاعبة في النادي الأهلي (مصر) وعضو بفريق السباحة في الجامعة الأمريكية بالقاهرة وساعدت الفريق في الحصول على المركز الثاني في بطولة الجامعات الثالثة والأربعين.

## بداية رحلتها مع السباحة
بدأت ممارسة اللعبة وهي في الثالثة من عمرها من خلال السباحة المتزامنة (الباليه المائي) ثم بدأت ممارسة السباحة القصيرة وهي في الرابعة ثم سباحة المسافات الطويلة في التاسعة تحت قيادة مدربها شمس الدين أحمد وعند التحاقها بالجامعة بدأت ظروف الدراسة تسير عكس إرادتها فعرض عليها محمود سامي رئيس الجهاز الفني للسباحة بالنادي الأهلي (مصر) سابقًا أن تتجه للسباحة الطويلة.

## انضمامها إلي المنتخب الوطني
انضمت إلي المنتخب الوطني في الحادية عشرة من عمرها وكانت أول مشاركتها مع المنتخب في البطولة العربية في الأردن وحققت وقتها المركز الأول في سباق 400،800 متر.

## ألقابها مع النادي الأهلي
حصلت على كأس أحسن سباحة في بطولة الجمهورية سنة 2008 وكان عمرها وقتها 12 سنة، وحصلت على كأس أحسن سباحة مرحلة 14 سنة عام 2009 وكأس أحسن سباحة عمومي و17 سنة موسم 2012.

## ريو دي جانيرو 2016
شاركت في دورة الألعاب الأولمبية الصيفية في البرازيل في اختصاص 10 ألاف متر سباحة حرة لتكون بذلك أول أمرأة مصرية وعربية تتأهل للمنافسة في هذا الاختصاص في دورة الألعاب الأولمبية، وودعت هذه الدورة بعد حصولها علي المركز الخامس والعشرين في منافسات سباق 10 كم بالمياه المفتوحة.

## روابط خارجية
- ريم قاسم على موقع الاتحاد الدولي للسباحة (الإنجليزية)
- ريم قاسم على موقع أوليمبيديا (الإنجليزية)